# Ковенко, Андрей Витальевич
Андрей Витальевич Ковенко (укр. Андрій Віталійович Ковенко; род. 25 ноября 1973, Винница) — украинский легкоатлет, специалист по спортивной ходьбе. Выступал за сборную Украины по лёгкой атлетике в 1998—2017 годах, победитель Кубка Европы в командном зачёте, победитель и призёр первенств национального значения, участник летних Олимпийских игр в Пекине.

## Биография
Андрей Ковенко родился 25 ноября 1973 года в Виннице.
Впервые заявил о себе в лёгкой атлетике сезоне 1997 года, когда стал чемпионом Украины в ходьбе на 20 км.
В 1998 году защитил звание чемпиона страны, вошёл в состав украинской национальной сборной и выступил на Кубке Европы по спортивной ходьбе в Дудинце, где занял в дисциплине 20 км итоговое 29-е место.
В 2000 году показал 25-й результат на Кубке Европы в Айзенхюттенштадте.
На Кубке мира 2004 года в Наумбурге финишировал на 72-й позиции.
В 2005 году на Кубке Европы в Мишкольце занял 25-е место в личном зачёте 20 км и тем самым помог своим соотечественникам стать бронзовыми призёрами командного зачёта.
На Кубке мира 2006 года в Ла-Корунье показал на финише 56-й результат.
В 2007 году был 18-м на Кубке Европы в Ройал-Лемингтон-Спа и на чемпионате мира в Осаке.
На Кубке мира 2008 года в Чебоксарах финишировал 28-м. Благодаря череде удачных выступлений удостоился права защищать честь страны на летних Олимпийских играх в Пекине — в программе ходьбы на 20 км показал время 1:22:59, расположившись в итоговом протоколе соревнований на 24-й строке.
После пекинской Олимпиады Ковенко остался действующим спортсменом и продолжил принимать участие в крупнейших международных стартах. Так, в 2009 году он выступил на Кубке Европы в Меце, но сошёл здесь с дистанции.
На чемпионате Европы 2010 года в Барселоне стартовал в ходьбе на 20 и 50 км — в первом случае закрыл десятку сильнейших, во втором случае не финишировал.
В 2012 году на Кубке мира в Саранске занял на дистанции 20 км 64-е место, при этом украинские ходоки стали серебряными призёрами командного зачёта.
В 2013 году на Кубке Европы в Дудинце финишировал 11-м в личном зачёте 20 км и стал победителем командного зачёта (изначально украинцы были вторыми, но после дисквалификации россиянина Александра Иванова переместились в итоговом протоколе на первую позицию). На чемпионате мира в Москве с результатом 1:23:46 занял итоговое 15-е место.
В феврале 2014 года на соревнованиях в Алуште установил свой личный рекорд в ходьбе на 20 км — 1:20:20. Позднее финишировал шестым на чемпионате Европы в Цюрихе.
На Кубке Европы 2015 года в Мурсии пришёл к финишу 14-м и взял бронзу в командном зачёте.
В 2016 году занял 83-е место на командном чемпионате мира по спортивной ходьбе в Риме.
В 2017 году на Кубке Европы в Подебрадах показал на финише 44-й результат. По окончании этого сезона завершил спортивную карьеру.